# Trichostrongylidae
Trichostrongylidae é uma família de nemátodos filiformes de 3 a 4 cm, que não possuem cápsula bucal ou ela é pouco aparente. Sua cutícula é lisa ou estriada com prolongações. São cosmopolitas. São importantes do ponto de vista veterinário, já que são parasitas de ruminantes, outros mamíferos e aves. Foi constatado um alto grau de coevolução entre espécies dessa família e mamíferos das família Bovidae e Cervidae.